# Nuba Atalojo
Nuba Atalojo is een bestuurslaag in het regentschap Lembata van de provincie Oost-Nusa Tenggara, Indonesië. Nuba Atalojo telt 324 inwoners (volkstelling 2010).